# Конмен
«Конмен» (англ. Con Man) — американський комедійний вебсеріал, створений Аланом Тьюдіком, що також зіграв головну роль проєкту. Прем'єра серіалу відбулася 30 вересня 2015 року на платформі відеохостингу Vimeo.

## Сюжет
Рей Нерелі (англ. Wray Nerely) — актор, який знявся в ролі пілота космічного корабля в серіалі «Спектрум», який був знятий з виробництва, але став культовим у науковій фантастиці. Сам Рей, проте, не став голлівудською зіркою на відміну від свого доброго друга Джека Мура, який зіграв у «Спектрумі» капітана корабля. Розсерджений своїми невдачами і кар'єрним злетом Джека, Рей відвідує численні зборів типу комік-кони (звідси назва серіалу), науково-фантастичні фестивалі і магазини коміксів, поступово усвідомлюючи, що у нього є свої прихильники і він їх любить.

## У ролях

### Основні персонажі
- Рей Нерелі (Алан Тьюдік) — актор-невдаха, який зіграв у популярному серіалі «Спектрум» пілота корабля Кеша Вейна. Після цієї ролі акторові пропонують ролі тільки в науково-фантастичних проєктах. Ім'я для героя взято із серіалу «Правосуддя[en]» — так звали персонажа Алана Тьюдік в одному з епізодів[5][6]. Багато в чому персонаж є відсиланням до самого Алану, який грав пілота Воша в культовому серіалі «Світляк», несподівано закритому після першого ж сезону[7][8].
- Джек Мур (Натан Філліон) — також актор, найкращий друг Рея. У «Спектрум» він грав головну роль — капітана корабля Джеймса Раакера. Після цього в кар'єрі Мура стався прорив, він став «неймовірною кінозіркою бойовиків типу Метта Деймона». У серіалі «Світляк» Натан Філліон грав роль капітана Мела Рейнольдса.
- Боббі (Мінді Стерлінг[en]) — букінг-агент Рея, трансгендер. У минулому була актрисою і мала широкий діапазон ролей у кіно — від науково-фантастичних фільмів категорії B[en] до снафа.

### Другорядні персонажі
- Джон Бутелла (Каспер ван Дін) — бармен, що з'являється в усіх барах, незалежно від місця дії. При цьому бармен відчуває незручність, коли хтось порівнює його із актором Каспер ван Дін.
- Статтен (Генрі Роллінз) — актор, який зіграв у «Спектрум» члена екіпажу космічного корабля Ханшена.
- Доун (Емі Екер) — актриса, яка зіграла в «Спектрум» члена екіпажу космічного корабля Брі.
- Джеррі Ленсінг (Нолан Норт) — найкращий актор Motion Capture «після Енді Серкіса».

## Виробництво
За словами Алана Тьюдіка в березні 2015 року, проєкт був в стадії розробки протягом двох років. Він передав ідею серіалу виробничій компанії, яка ним зацікавилася і почала укладати контракти. Однак спонсор покинув компанію, знімання так і не розпочалися. Тьюдік витратив цілий рік на зустрічі з продюсерами, але був розчарований. Коли його попросили знайти аудиторію для серіалу, крім «дивних нердів», він відмовився, вважаючи, що це підриває концепцію «Конмена» і ображає його шанувальників. Таким чином, був обраний формат вебсеріалу.

## Зв'язок із серіалом «Світляк»
«Спектрум» — явне відсилання до космічної опері «Світляк» Джосса Відона. Алан Тьюдік і Натан Філліон знімалися в «Світлячки» в ролях пілота (Вош / Гобан Вошборн) і капітана корабля (Мел / Малкольм Рейнольдс) відповідно. У «Конмене» також з'являються їхні колеги — Шон Махер (лікар Саймон Тем) і Джина Торрес (Зої Аллейн Вошборн).
Як і телесеріал Відона, вигаданий «Спектрум» був популярний серед фанатів наукової фантастики, але закритий після одного сезону.
Незважаючи на схожість «Спектрума» зі «Світляком» і наявність тих самих акторів у головних ролях, Алан Тьюдік заявив, що серіал не є автобіографічним. Проте, «Конмен» багато в чому заснований на особистому досвіді актора.